# Митарка
Митарка (пол. Mytarka) — село в Польщі, у гміні Новий Змигород Ясельського повіту Підкарпатського воєводства.
Населення — 303 особи (2011).
У 1975-1998 роках село належало до Кросненського воєводства.

## Демографія
Демографічна структура станом на 31 березня 2011 року:
|          | Загалом | Допрацездатний вік | Працездатний вік | Постпрацездатний вік |
| -------- | ------- | ------------------ | ---------------- | -------------------- |
| Чоловіки | 148     | 29                 | 102              | 17                   |
| Жінки    | 155     | 31                 | 83               | 41                   |
| Разом    | 303     | 60                 | 185              | 58                   |